# 岩手県道・秋田県道1号盛岡横手線
岩手県道・秋田県道1号盛岡横手線（いわてけんどう・あきたけんどう1ごう もりおかよこてせん）は、岩手県盛岡市から秋田県横手市に至る県道（主要地方道）である。

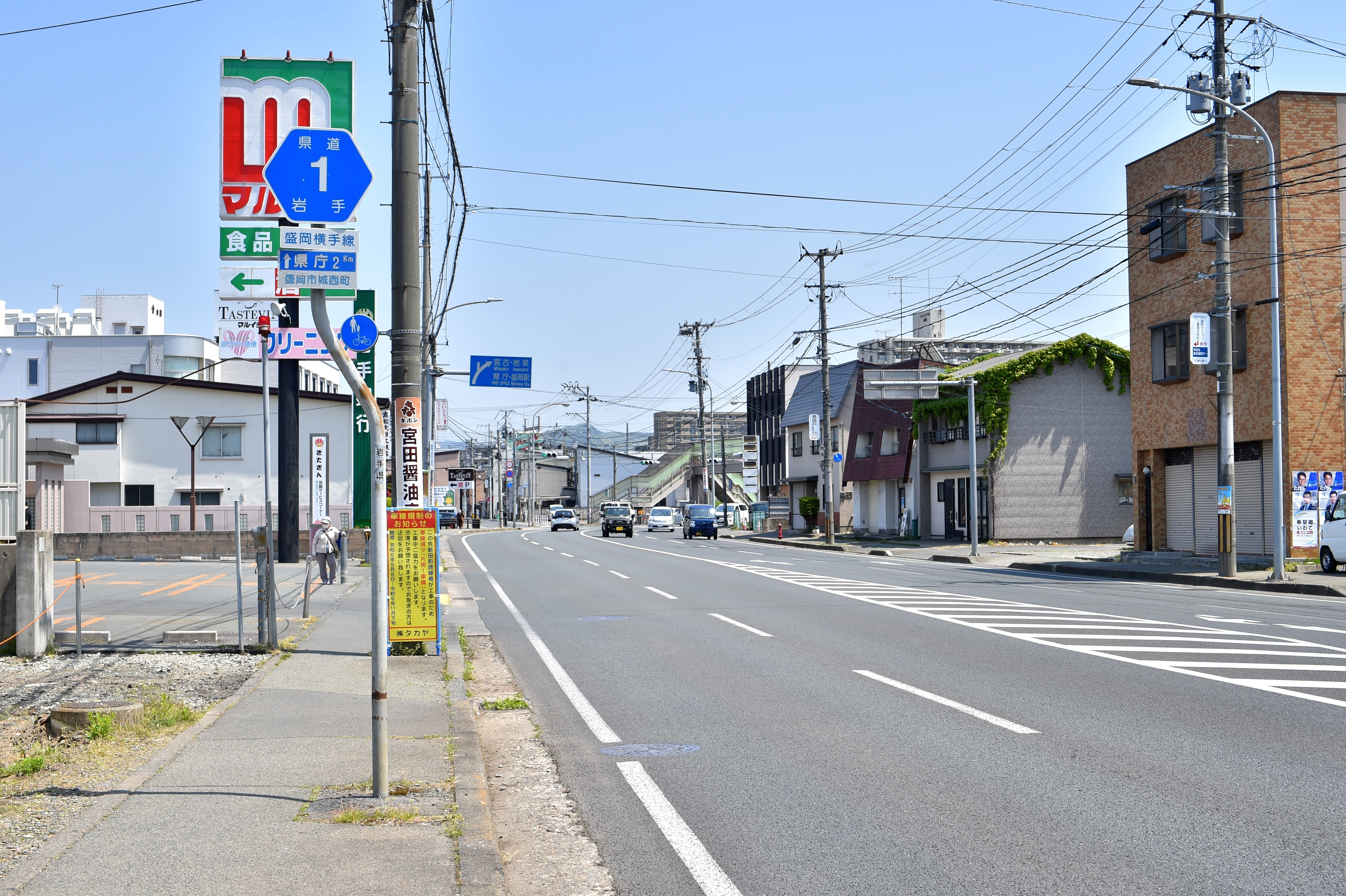
岩手県道1号盛岡横手線
盛岡市城西町（2024年5月）

## 概要
起点裁判所前交差点から先の盛岡市役所前から同市梨木町までの約2キロメートル区間は「中央通り」と呼ばれる。
また和賀郡西和賀町川尻から終点の横手市までの間はJR東日本北上線 ほっとゆだ駅付近から横手駅付近までと並行する。この区間は国道107号との重複区間であり、秋田県内の単独区間は存在しない。

### 路線データ
- 総延長：不明
  - 秋田県側：17,119 m
- 実延長：58,479.7 m
  - 岩手県側：58,479.7 m[2]
  - 秋田県側：0 m[3]
- 起点 : 岩手県盛岡市中央通1丁目1番1地先（裁判所前交差点・国道455号交点）
- 終点 : 秋田県横手市安田字ブンナ沢6番1（安田交差点、国道13号交点・国道342号起点・国道107号上）[4]
- 未供用区間 : なし[3]

## 歴史
- 1937年（昭和12年） - 旧山伏トンネルが開通[5]。
- 1954年（昭和29年）1月29日 - 県道山伏雫石停車場線の一部と県道山伏川尻停車場線の一部が、盛岡横手線として建設省（現・国土交通省）から主要地方道の指定を受ける[6]。
- 1954年（昭和29年）8月16日 - 現行道路法に基づき、岩手県が盛岡横手線として岩手県内区間を県道に認定する[7][2]。
- 1954年（昭和29年）12月2日 - 秋田県が県道に認定する[8]。
- 1980年（昭和55年） - 湯本バイパス（南側第1工区）が開通[9]。
- 1993年（平成5年）5月11日 - 建設省により改めて主要地方道の指定を受ける[10]。
- 1998年（平成10年）9月 - 新山伏トンネルが開通[11]。旧トンネルは改修され、「雪っこトンネル」と呼ばれる雪を冷熱源とする低温貯蔵庫となる[5]。
- 2001年（平成13年）8月1日 - 湯本バイパス（北側第2工区）が開通[11]。
- 2017年（平成29年）4月1日 - 国道46号盛岡西バイパスに並行する現道（NHK前交差点 - 西バイパス北口交差点）が岩手県及び盛岡市に移管されたことに伴い、稲荷町交差点から西バイパス北口交差点までの区間が当路線の単独区間となる[12]。

## 路線状況
盛岡市内・夕顔瀬橋東丁字路 - 終点間は月 - 土朝7時30分 - 9時までと17時 - 18時30分までバス専用レーン規制を実施している。

### バイパス
- 山伏バイパス
- 湯本バイパス

### 重複区間
- 国道46号 : 盛岡市上厨川字前潟 - 雫石町塩ケ森
  - 岩手県道16号盛岡環状線 : 滝沢市大釜大畑 - 滝沢市大釜塩の森（国道46号重複区間）
- 岩手県道172号盛岡鶯宿温泉線 : 雫石町西安庭第31地割 - 雫石町南畑第33地割
- 岩手県道12号花巻大曲線 : 西和賀町沢内字川舟第32地割 - 西和賀町清水ケ野18地割
- 国道107号 : 西和賀町大沓36地割 - 横手市安田字ブンナ沢・終点
  - 秋田県道40号横手東成瀬線（横手市山内土渕字下虫内・交点 - 横手市安田字ブンナ沢・終点）
  - 秋田県道272号御所野安田線（横手市前郷・地域振興局入口交差点 - 横手市安田字ブンナ沢・終点）

### 冬期閉鎖区間
秋田県側
- なし

### 交通不能区間
秋田県側
- なし

### 道の駅
- さんない（国道107号重複区間）

## 地理

### 通過する自治体
- 岩手県
  - 盛岡市 - 滝沢市 - 岩手郡雫石町 - 和賀郡西和賀町
- 秋田県
  - 横手市

### 交差する道路
- 国道455号（裁判所前交差点・盛岡市内丸）
- 岩手県道2号盛岡停車場線・岩手県道132号上盛岡停車場線（中央通2丁目交差点・盛岡市中央通二丁目）
- 岩手県道293号本宮長田町線（盛岡市長田町）
- 岩手県道220号氏子橋夕顔瀬線（夕顔瀬橋西交差点・盛岡市夕顔瀬町）
- 岩手県道13号盛岡和賀線（太田橋北袂交差点・盛岡市城西町）
- 国道46号・盛岡西バイパス（西バイパス北口交差点・盛岡市上厨川字前潟）
- 東北自動車道盛岡IC（国道46号重複区間）
- 岩手県道16号盛岡環状線
- 岩手県道130号大釜停車場線
- 岩手県道219号網張温泉線
- 国道46号・秋田市方面（雫石バイパス東口交差点・雫石町塩ケ森）北緯39度41分21.79秒 東経140度59分32.46秒
- 岩手県道212号雫石東八幡平線（堀割交差点・雫石町下町東）
- 岩手県道162号紫波雫石線（雫石町西安庭第14地割）
- 岩手県道172号盛岡鶯宿温泉線・盛岡方面（雫石町西安庭第31地割）
- 岩手県道172号盛岡鶯宿温泉線・鶯宿温泉方面（雫石町南畑第33地割）
- 岩手県道234号花巻雫石線（雫石町南畑第2地割）
- 岩手県道12号花巻大曲線・花巻市方面（西和賀町沢内字川舟第32地割）北緯39度28分55.05秒 東経140度48分12.2秒
- 岩手県道12号花巻大曲線・岩手秋田県境方面（西和賀町清水ケ野18地割）
- 国道107号・北上市方面（川尻交差点・西和賀町大沓36地割）北緯39度19分15.6秒 東経140度46分57.8秒
（以後国道107号重複区間）
- 岩手県道118号ほっとゆだ停車場線（西和賀町川尻）
- 秋田自動車道 湯田インターチェンジ（西和賀町大渡）
- 秋田県道320号南郷黒沢線（横手市山内黒沢字石田）
- 秋田県道273号外山落合線（横手市山内大松川字上台）
- 秋田県道40号横手東成瀬線（横手市山内土渕字下虫内）
- 秋田県道272号御所野安田線・雄平東部広域農道（横手市前郷、地域振興局入口交差点）
- 国道13号・国道342号重複（終点）

### 沿線の施設など
- 岩手県庁（起点付近）
- 岩手県警察本部（起点付近）
- 岩手公園（起点付近）
- 岩手医科大学（起点付近）
- 青森みちのく銀行盛岡支店（起点付近）
- 岩手銀行本店（起点付近）
- 秋田銀行盛岡支店
- 岩手中学校・高等学校
- 東日本旅客鉄道（JR東日本）・IGRいわて銀河鉄道 盛岡駅
- 盛岡市立城西中学校
- 御所湖
- 西和賀町立沢内中学校
- 岩手県立西和賀高等学校